# بروس سرتیس
بروس سرتیس (انگلیسی: Bruce Surtees; زاده ۲۳ ژوئیهٔ ۱۹۳۷ – درگذشته ۲۳ فوریهٔ ۲۰۱۲) فیلم‌بردار اهل ایالات متحده آمریکا بود.